# Don't Ask My Name
 (juillet 2023).
Si vous disposez d'ouvrages ou d'articles de référence ou si vous connaissez des sites web de qualité traitant du thème abordé ici, merci de compléter l'article en donnant les références utiles à sa vérifiabilité et en les liant à la section « Notes et références ».
Don't Ask My Name (en coréen : 내 이름 묻지마세요 (Nae ireum mutji maseyo) ou en français « Ne me demandez pas mon nom ») est une célèbre chanson nord-coréenne.

## Historique
Les paroles ont été écrites par Hwang Sin Yong, et la musique a été composée par Ri Jeong Sul. La chanson sort en 1990, interprétée par Ri Kyong Suk, dans le groupe de musique Pochonbo Electronic Ensemble, populaire en Corée du Nord. La chanson a été plusieurs fois reprise par d'autres groupes dans le pays (comme par exemple le Wangjaesan Light Music Band (en)). La chanson a connu une popularité au-delà des frontières nord-coréennes, notamment sur Internet.